# Phragmites australis
La cannuccia di palude (Phragmites australis (Cav.) Trin. ex Steud., 1841) è una pianta erbacea perenne della famiglia delle Poacee.
Esistono diversi ceppi di cannuccia di palude, che si sono evoluti indipendentemente nel corso di migliaia di anni. Dall'inizio del ventesimo secolo, abbiamo assistito, in Nord America, ad un'invasione criptica da parte di uno o più ceppi di origine eurasiatica, in particolare lungo i bordi stradali.

## Descrizione
Presenta un culmo eretto, di circa 2 m, può raggiungere anche i 4-6 metri di altezza in condizioni di fertilità. Le foglie, sono ampie e laminari, lunghe da 15 a 60 cm, larghe 1 – 6 cm, glabre, verdi o glauche. All'apice del fusto è presente una pannocchia di colore bianco o violaceo, lunga fino a 40 centimetri. L'infiorescenza è tipicamente bianco-lanosa. L'apparato radicale è sommerso, così come gli stoloni; la parte epigea fuoriesce dall'acqua. Germoglia a marzo e fiorisce a luglio.

## Distribuzione e habitat
La specie ha una distribuzione cosmopolita, sembra essere nativa dell'Eurasia ma è diffusa in ogni continente eccetto l'Antartide. In Italia è presente in tutte le regioni ad esclusione di Friuli e Veneto.
Si sviluppa in densi canneti in prossimità di paludi e aree umide, sulle sponde di laghi, stagni, fossati e in terreni incolti bagnati; tollera un moderato livello di salinità.

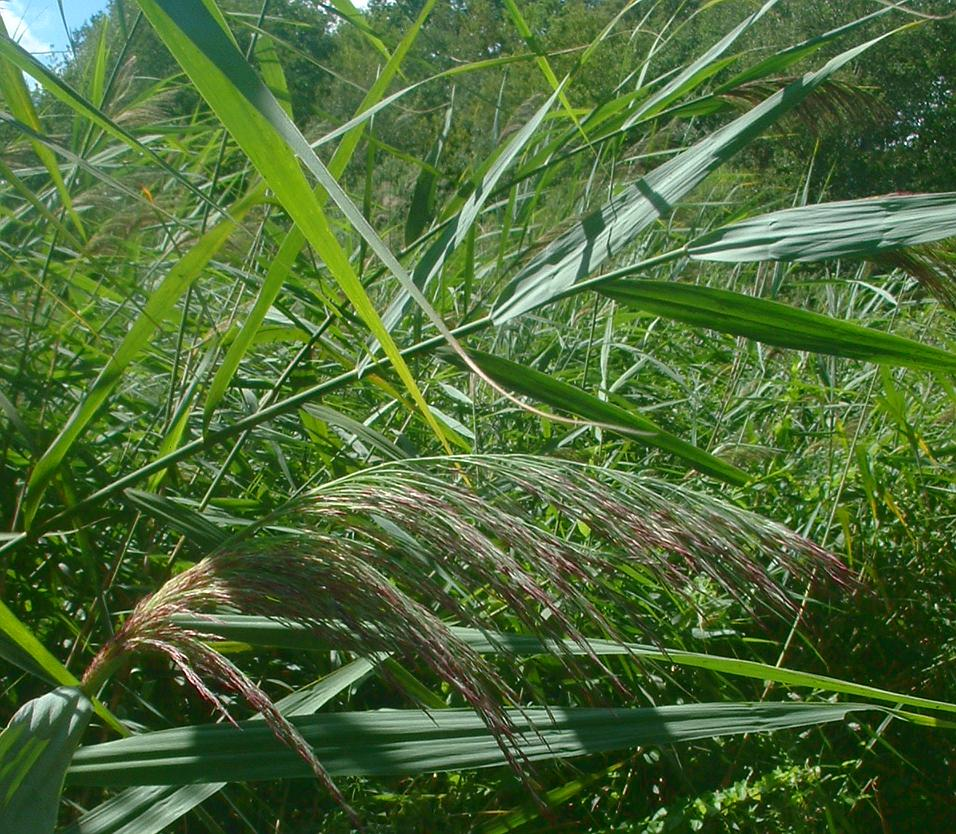
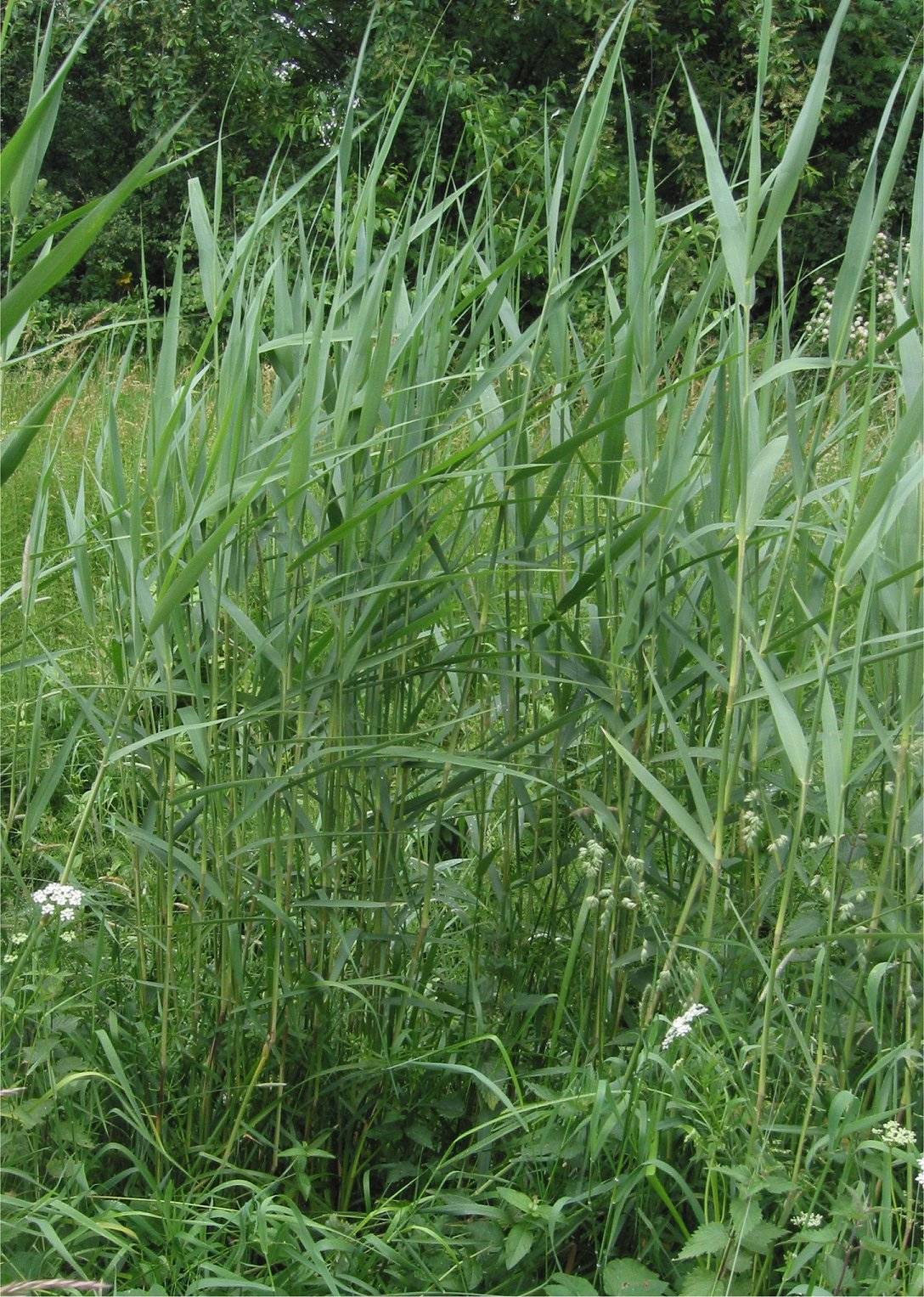
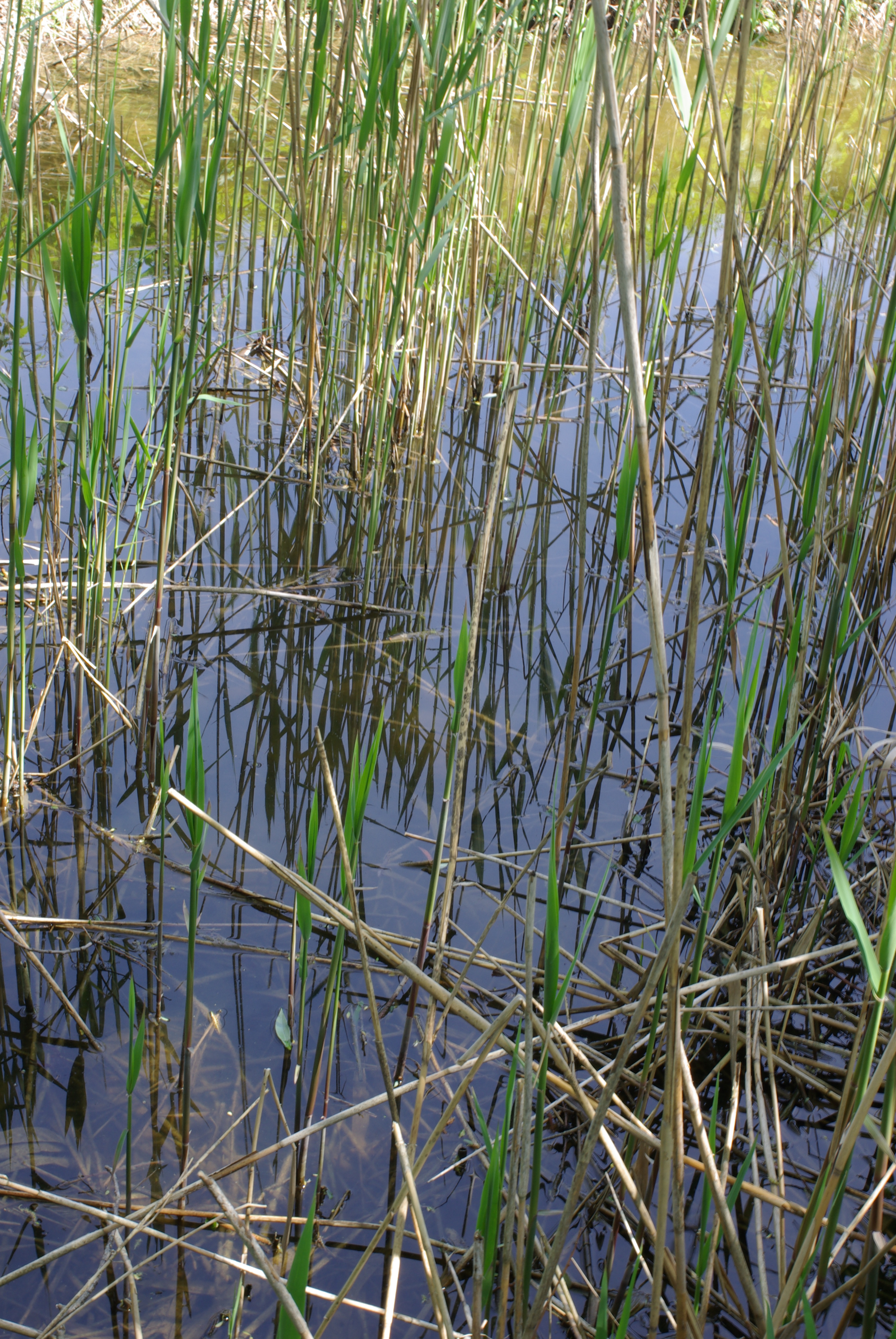
CannetoOasi WWF Palude Busatello a Gazzo Veronese
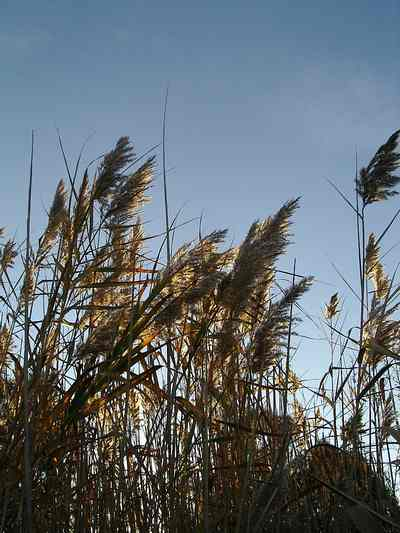
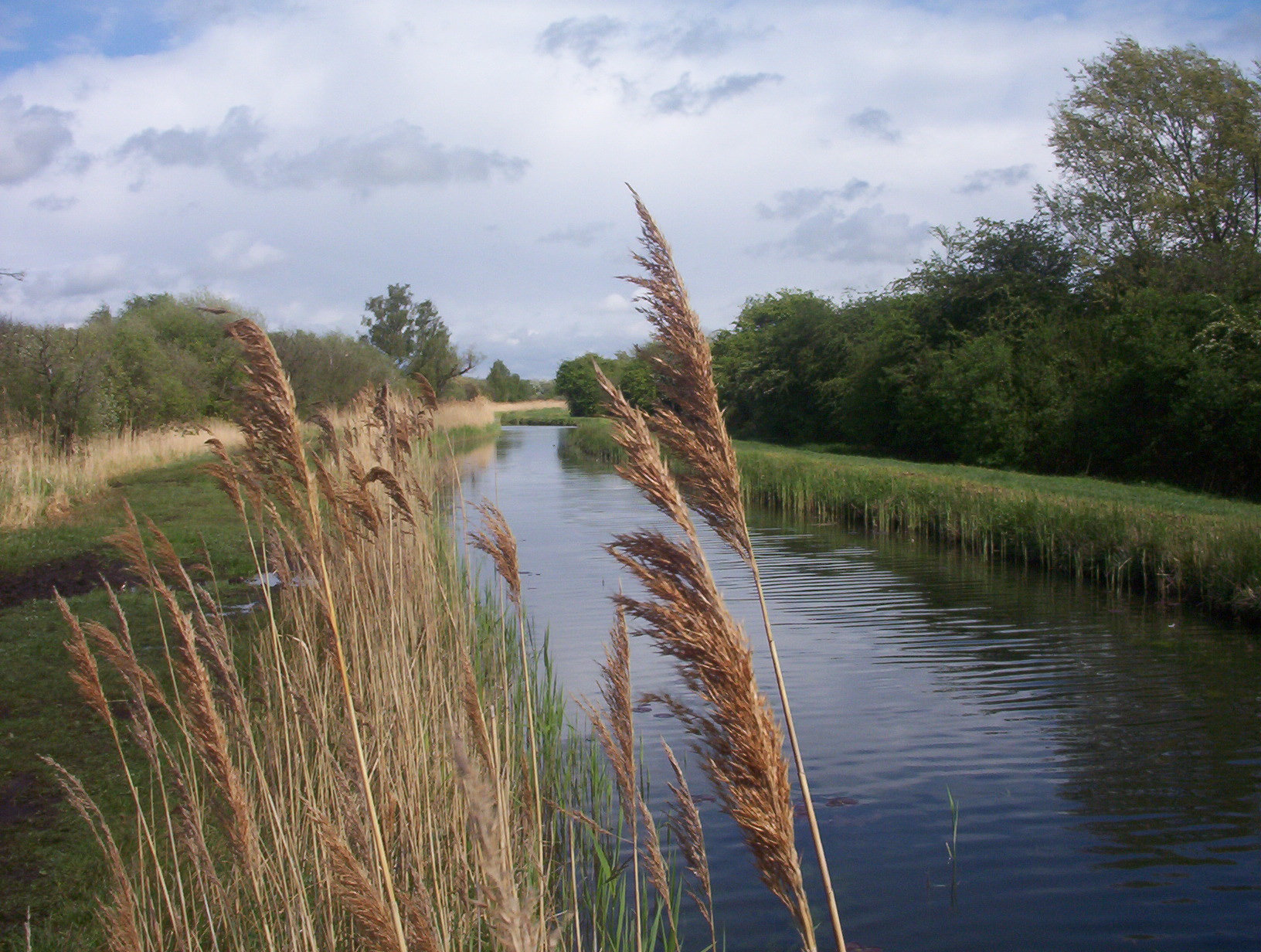
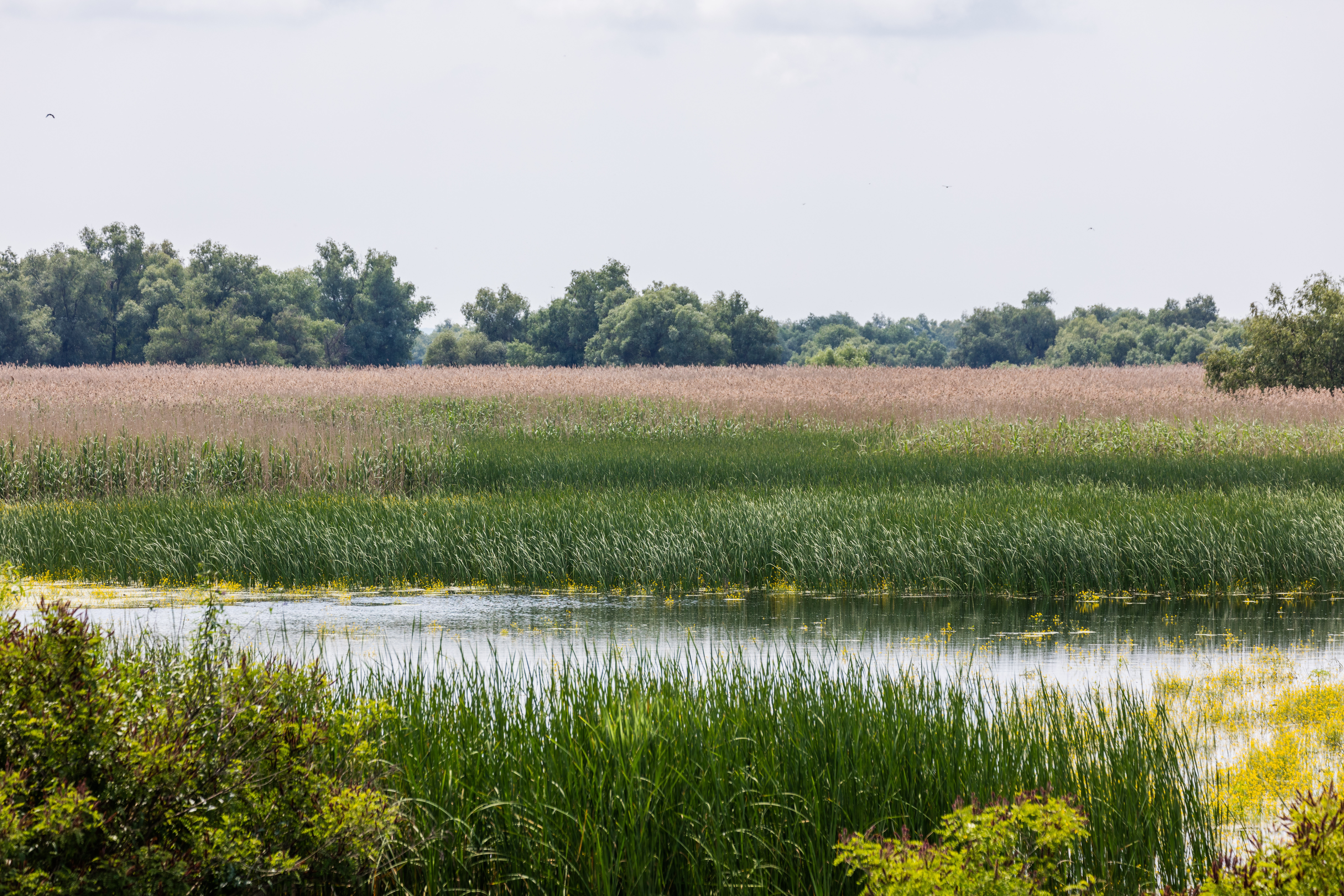
Canneto sul delta del Danubio, in Romania

## Tassonomia
Sono note le seguenti sottospecie:
- Phragmites australis subsp. australis
- Phragmites australis subsp. americanus Saltonst., P.M.Peterson & Soreng
- Phragmites australis subsp. berlandieri (E.Fourn.) Saltonst. & Hauber
- Phragmites australis subsp. isiacus (Arcang.) ined.

## Usi
I giovani germogli sono commestibili; i fusti e le foglie servono ancor oggi per fare tetti di paglia, stuoie, graticci e cesti.